# Nedražice (zámek)
Nedražice jsou zámek ve stejnojmenné vesnici u Kostelce v okrese Tachov. Barokní zámek byl postaven snad ve druhé polovině sedmnáctého století na místě starší tvrze, jejíž zdivo se dochovalo v severovýchodním nároží. Čistě barokní podobu budovy narušuje zejména přístavba drobné věže z přelomu devatenáctého a dvacátého století. Zámecký areál je chráněn jako kulturní památka ČR.

## Historie
První panské sídlo vzniklo v Nedražicích nejspíše již na počátku čtrnáctého století, kdy vesnice patřila Protivovi z Vracovic připomínanému v letech 1318–1319. Dalšími známými majiteli byli až Beneš a Něpr z Nedražic, kteří patřili mezi protivníky Pražského svazu. Beneš půjčil roku 1422 peníze králi Zikmundovi, za což dostal do zástavy krásnou sponu. Podle mladších pramenů je možné, že vesnice patřila kladrubskému klášteru, který v ní měl manství, a to pronajímal držitelům za poskytování určitých služeb. Část vsi však zůstávala v přímé klášterní správě. Král Jiří z Poděbrad roku 1466 klášteru povolil zastavit některé statky, čehož klášter vzápětí využil a zastavil Nedražice měšťanovi Martinovi ze Stříbra. V roce 1481 od něj zástavu převzal Jindřich Bavor ze Švamberka, od kterého ji získali bratři Petr a Brikcí z Metelska, Otradovic a Borovic. Ti nejspíše ještě před rokem koupili také zbývající část vesnice a začali používat přídomek z Nedražic.
Brikcí z Nedražic žil ještě v roce 1496. Měl syny (podle Augusta Sedláčka se jednalo o otce a syna) Jana a Albrechta Nedražického z Otradovic zvaného Švamberče. Nedražice nejprve patřily Janovi, ale později je držel bezdětný Albrecht, který vesnici se dvorem a prvně zmíněnou tvrzí odkázal v roce 1542 manželce Anně Osovské a jejím dětem z prvního manželství. Brzy poté zemřel a Anna se znovu provdala za Jiřího Lukavského z Řeneč. Ten musel panství kvůli dluhům již roku 1545 prodat Janu Letinskému ze Snopousov. I ten si musel na takový nákup půjčit, a v roce 1549 přiznal dluh ve výši dvaceti kop českých grošů Janu Čejkovi z Olbramovic. Svůj závazek splatil. Zároveň musel vést spor s potomky pánů z Adlaru, kteří byli příbuzní prvního manžela Anny Osovské, kterým byl Jiří Osovský z Adlaru. Spor prohrál a Janovi synové Diviš s Bartolomějem museli vynaložit značné úsilí, aby si panství udrželi. Nakonec Bartoloměj protivníky vyplatil, a získal k Nedražicím plná práva. Roku 1586 panství prodal Jiřímu Onšovskému z Letin.
V letech 1603 a 1615 je jako majitel panství tradičně uváděn Jan Jiří Sak z Blumentalu. Když v roce 1603 platil zemskou berni, uvádí se na panství pouze pět rodin, ovčácký mistr s pacholkem a mlýn s jedním kolem. Za pouhou písemnou podporu stavovského povstání přišel Jan Jiří Sak o polovinu majetku. Vzápětí však zemřel a vzhledem k nejasnostem v majetkových vztazích a velkému zadlužení panství musel jeho syn, Jan Adam Sak, zaplatit jen 500 kop míšeňských grošů, aby mu statek zůstal.
Dalším majitelem panství se stal Jan Fridrich Merklínský z Merklína, po kterém je roku 1678 zdědily jeho nezletilé děti, Jan Václav a František Diviš, takže správy panství se ujala vdova Anna, rozená z Videršperka. Starší Jan Václav nastoupil na církevní dráhu a panství připadlo Františku Divišovi Merklínskému. Z jeho potomků byla poslední majitelkou panství Martia Barbora Bohušínová z Mažic, po jejíž smrti došlo v roce 1765 k rozdělení statku na dvě části. Jedna patřila Braunsdorfům a druhá Nesslingerům. Teprve roku 1794 Jan Felix Braunsdorf obě části spojil a zadlužený je v roce 1796 prodal Aloisu Perglárovi z Perglasu. V devatenáctém století byli majiteli panství Jan Jiří Maasburg z Mossburgu a bratři Mikuláš a Matyáš Helmové. Matyášovi zámek patřil až do roku 1845, kdy ho přenechal bratrovi Jiřímu. Rodu Helmů poté statek patřil až do čtyřicátých let dvacátého století.
Po roce 1945 byl zámek využíván k různým účelům, ale nakonec v něm státní statek zřídil kanceláře a byty. Neudržovaná budova byla v osmdesátých letech dvacátého století opuštěna a začala chátrat. Porušenou střechou začalo zatékat a voda zničila krov i část obvodového zdiva..

## Stavební podoba

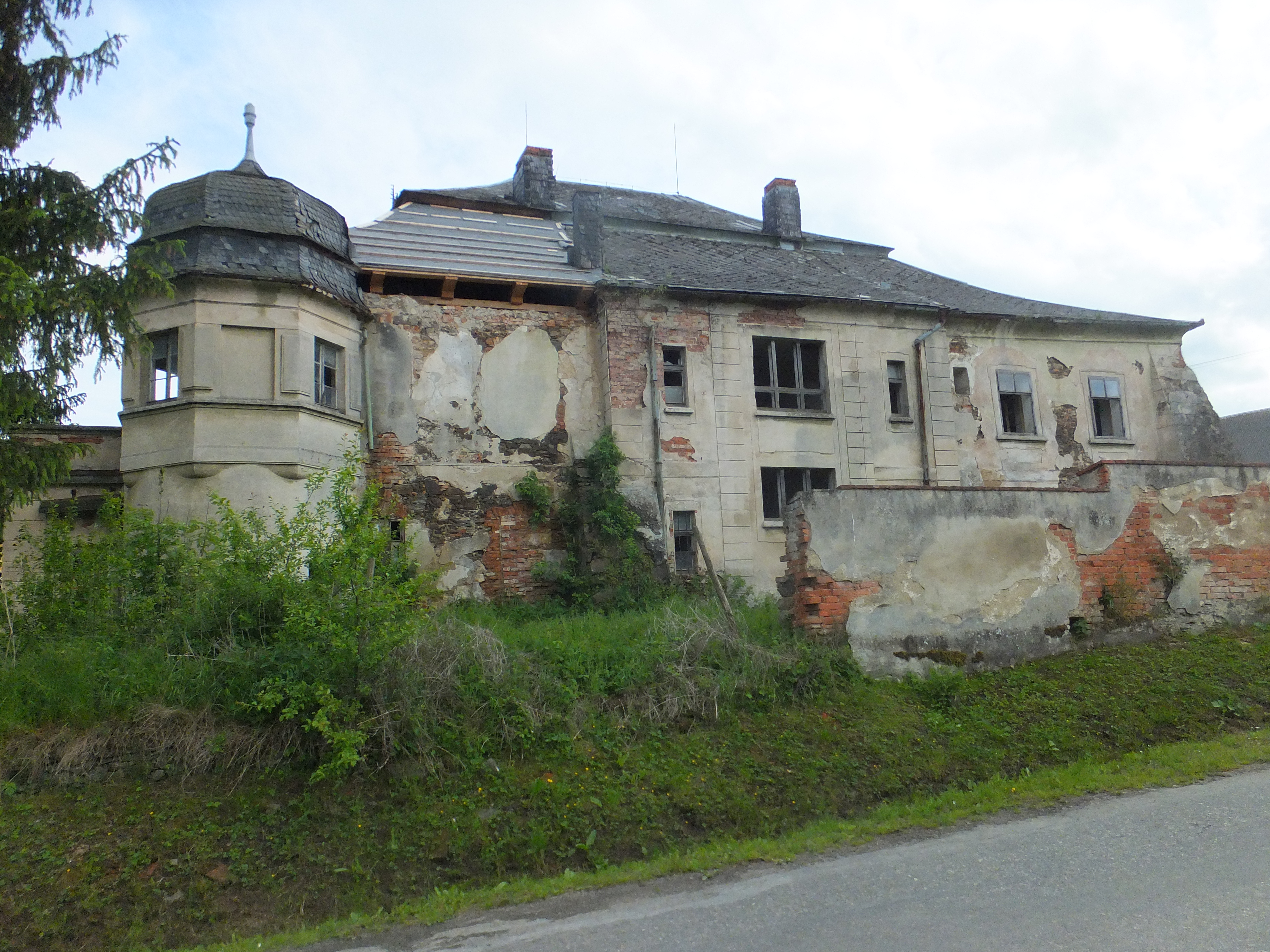
Severovýchodní nároží s věží

Poloha nejstaršího panského sídla ze čtrnáctého století v Nedražicích není známá. Neznámo kdy byla postavena gotická, nejspíše věžová, tvrz, jejíž zdivo se dochovalo v severovýchodním nároží zámku. Její zdi dosahují síly až dva metry a v suterénu obsahuje dvě valeně klenuté místnosti. Z detailů se dochovalo jen úzké štěrbinovité okénko. Někdy v průběhu renesance byla tvrz rozšířena do podoby čtyřkřídlé budovy postavené okolo malého středového nádvoří. Dochovaná podoba je až výsledkem barokní přestavby, která proběhla snad v sedmdesátých letech sedmnáctého století (jiné zdroje uvádí jako dobu přestavby až druhou polovinu osmnáctého století), a romantických úprav z přelomu devatenáctého a dvacátého století.
Jednopatrová zámecká budova má obdélný půdorys a mansardovou střechu. Stavbu zpevňují opěráky umístěné v nárožích a středech zdí. Fasády jsou členěné lizénami a rizalitovými výstupky. Během barokní přestavby bylo nádvoří upraveno na vstupní halu, ze které vedou vchody do postranních místností, z nichž některé v levé části jsou klenuté. V zadní části haly se nachází schodiště do horního patra, do jehož stěny bývala vsazená železná deska s motivem rytíře na koni a letopočtem 1672. Později byla umístěna vedle vstupu a roku 1992 ukradena. Okrouhlá věžička v severovýchodním nároží pochází z posledních romantických úprav.
K památkově chráněnému areálu patří také sýpka, trojice chlévů, správní budova jižně od zámku a ohradní zeď. Chlévy stojí v severozápadním rohu dvora a na severní straně na ně navazuje sýpka.